# 大野幸一 (国会議員)
大野 幸一（おおの こういち、1905年7月10日 - 1976年11月9日）は、日本の弁護士、政治家。参議院議員（1期）、衆議院議員（1期）。

## 経歴
岐阜県出身。1931年、日本大学法文学部法律科を卒業し、弁護士となる。
戦後、日本社会党に加わる。党常任中央執行委員会書記、中央執行委員長片山哲秘書などを歴任し、1947年4月、第1回参議院議員通常選挙において全国区に出馬し当選。参議院郵政委員長などを務める。1953年4月、第3回通常選挙で落選した。
1958年5月、第28回衆議院議員総選挙に岐阜県第1区から出馬し当選。その後、民主社会党に移り、同党院内幹事、日中問題特別副委員長、災害対策特別委員長などを歴任。以後、第29回、第30回総選挙に出馬するも落選した。
1975年秋の叙勲で勲三等旭日中綬章受章。
1976年11月9日死去、71歳。死没日をもって従四位に叙される。